# 야스민 페이지
야스민 페이지(Yasmin Paige, 1991년 6월 24일 ~ )는 잉글랜드의 배우이다.